# Meisu Li
Meisu Li (Hebei, China, 17 de abril de 1959) es una atleta china retirada, especializada en la prueba de lanzamiento de peso en la que llegó a ser campeona olímpica en 1988.

## Carrera deportiva
En los JJ. OO. de Seúl 1988 ganó la medalla de bronce en el lanzamiento de peso, con una marca de 21.06 m, quedando en el podio tras la soviética Natalya Lisovskaya (oro con 22.24 m) y la alemana Kathrin Neimke (plata con 21.07 m).